# Andrea Krauskopf
Andrea Krauskopf (* Juni 1967) ist eine österreichische Tischtennisspielerin. Sie nahm in den 1980er-Jahren an einer Europa- und zwei Weltmeisterschaften teil.

## Werdegang
Andrea Krauskopf spielte bei den österreichischen Vereinen Semperit Traiskirchen und ab 1985 bei SV Schwechat. 1988 gewann sie die nationalen Meisterschaften im Mixed mit Ding Yi. Sechs Mal kam sie ins Endspiel, 1985, 1986 und 1987 im Einzel, 1985 im Doppel mit Michaela Zillner und im Mixed mit Erich Amplatz sowie 1988 im Doppel mit Alexandra Leitgeb.
Andrea Krauskopf vertrat Österreich bei der Europameisterschaft 1986 sowie bei den Weltmeisterschaften 1985 und  1987, kam dabei aber nie in die Nähe von Medaillenrängen.